# Richard Wilbraham-Bootle
Pour les articles homonymes, voir Wilbraham et Bootle (homonymie).
Richard Wilbraham-Bootle (1725-1796) est un propriétaire britannique et un homme politique qui siège à la Chambre des communes pendant 29 ans de 1761 à 1790.

## Biographie

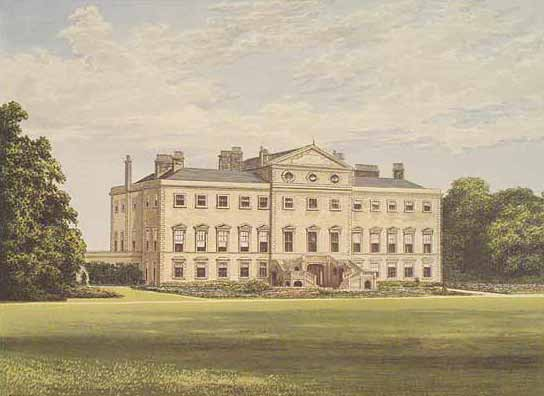
Lathom House, Lancashire

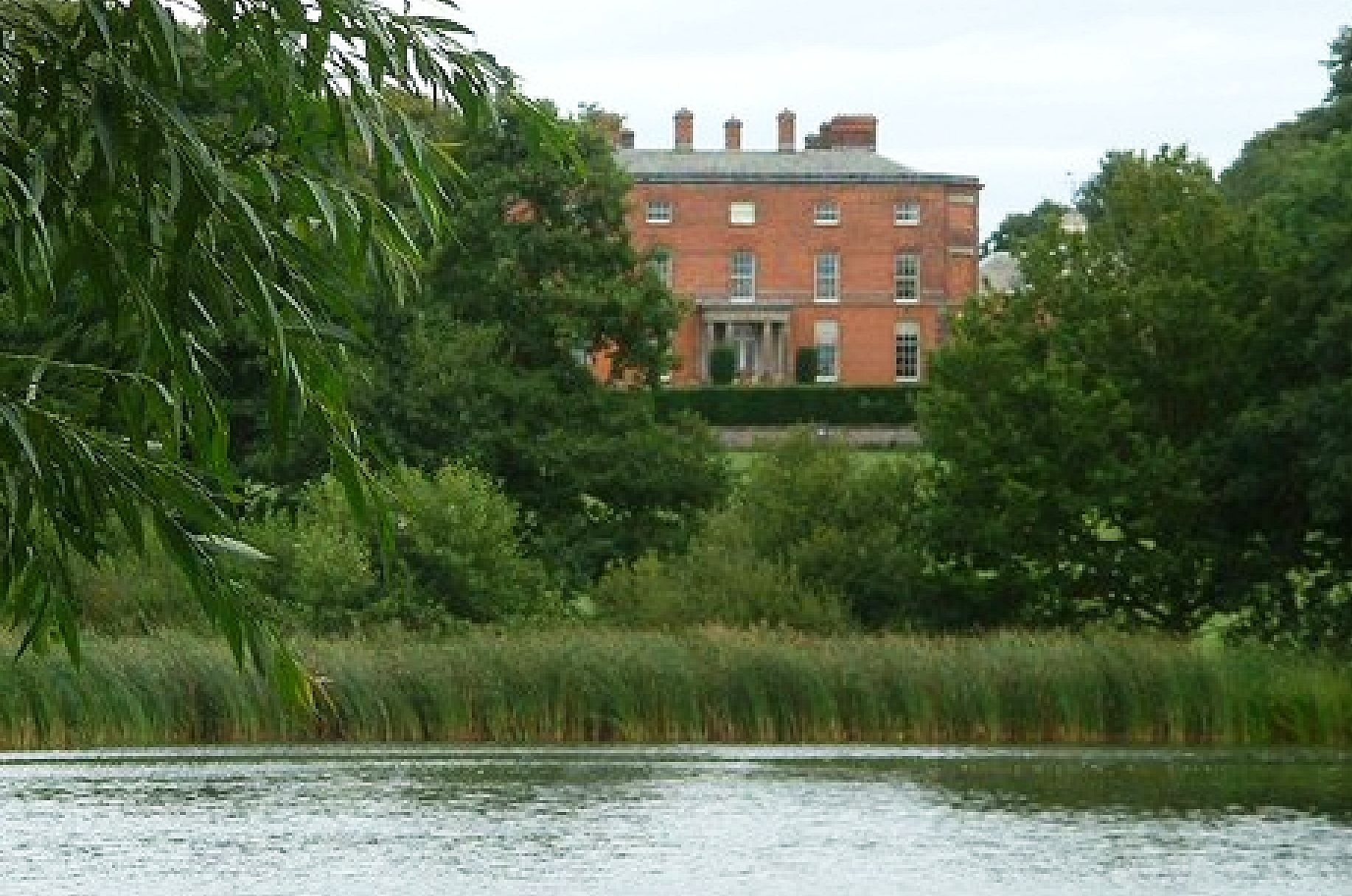
Rode Hall, Cheshire - siège de la famille Wilbraham

Il est né Richard Wilbraham le 20 septembre 1725, fils aîné de Randle Wilbraham, de Rode Hall, dans le Cheshire. Il s'inscrit au St John's College d'Oxford le 8 juillet 1742 et entre au Lincoln's Inn en 1742. En 1747, il est admis au barreau . Il épouse Mary Bootle, fille et héritière de Robert Bootle de Lathom House, Lancashire le 31 mai 1755 et prend le nom supplémentaire de Bootle lors de son mariage .
Il est élu député de Chester sans opposition aux élections générales de 1761 et est réélu sans opposition en 1768, 1774 et 1780. En 1780, la Chronique anglaise le décrit comme «l'un des députés les plus indépendants de la Chambre». Il est membre du groupe de la Taverne St. Alban, qui, en février 1784, tente de réconcilier Pitt et Fox. Aux élections générales de 1784, il est réélu avec une majorité confortable la première fois qu'il a eu des candidats contre lui à Chester. Il prend sa retraite en 1790. Seuls quelques discours de lui sont enregistrés et aucun n'a eu d'importance.
En 1758, il hérite de Lathom House (en) à la mort du père de sa femme et, en 1770, de Rode Hall à la mort de son propre père. Il décède le 13 mars 1796, laissant 6 fils et 8 filles. Son fils aîné, Edward Bootle-Wilbraham (1er baron Skelmersdale), hérite de Lathom House et est créé baron Skelmersdale. Rode Hall a passé à son fils cadet, Randle Wilbraham. Anne Dorothea épouse Richard Pepper Arden et Mary épouse William Egerton.